# Radánovics-Nagy Dániel
Radánovics-Nagy Dániel (szül.: Nagy Dániel, Nagykanizsa, 1986. augusztus 12. –) fogorvos, újságíró.

## Életpályája

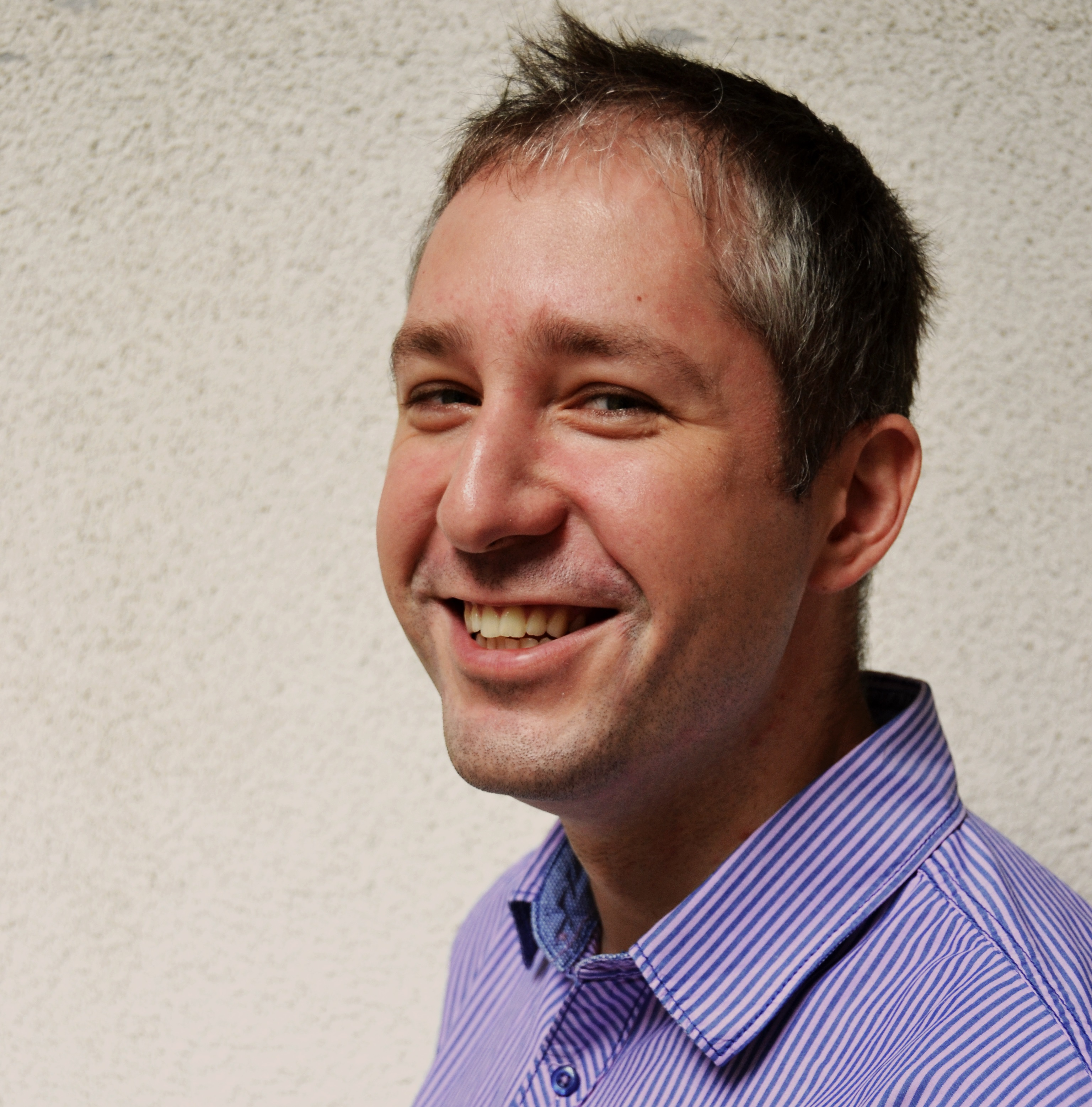
Dr. Radánovics-Nagy Dániel

Pedagógus szülők második gyermekeként született. Édesapja, Nagy János író, költő, mesekönyvszerző.[forrás?]
A középiskolát a Batthyány Lajos Gimnáziumban végezte. Fogorvosi tanulmányait 2007-ben kezdte meg a Pécsi Tudományegyetem Általános Orvostudományi Kar fogorvos szakán. Egyetemi hallgatói évei alatt számos közéleti tevékenységet folytatott. 2009-től az orvoskar hallgatói lapjának (Confabula) szerkesztője, később felelős szerkesztője és főszerkesztője, amellyel 2011. május 6-án országos elismerésben részesült: a DUE Médiahálózat – korábbi nevén Diák- és Ifjúsági Újságírók Országos Egyesülete – pályázatán I. helyezést ért el az Év Diákújságja kategóriában, az újság történetének legjelentősebb díját besöpörve ezzel. Egyetemi újságíróként elsősorban tudománytörténeti írások, publicisztikák és interjúk szerzőjeként vált ismertté. Interjúalanyai voltak: dr. Bódis József, dr. Miseta Attila, dr. Zacher Gábor, dr. Kalmár-Nagy Károly, Galla Miklós, Laár András, Dolák-Saly Róbert, Koltai Róbert, Snétberger Ferenc, Jandó Jenő, Kovácsovics Fruzsina, Járai Márk.[forrás?]
A Confabula élén számos jótékonysági rendezvény köthető a nevéhez: hallgatótársaival együtt gyűjtést szervezett a devecseri vörösiszap-katasztrófa áldozatainak megsegítésére, másik alkalommal rendezvénybevételüket a Szemem Fénye Alapítványnak ajánlották fel, támogatva a pécsi Dóri Ház – Magyarország első gyermekhospice házának – működését.[forrás?] Másfél éven keresztül vezette Pécsen a POTE Filmklubot.[forrás?] A Pécsi Fogorvos Szaknapok ötletgazdája és első két alkalommal (2012, 2013) főszervezője. Diplomaszerzését követően Budapesten kezdett praktizálni.
2014 óta publikál a Dental Press kiadványaiban, 2017 óta a Dental World – Magyarország és a közép-kelet-európai régió legnagyobb fogászati kiállítása és konferenciája – Szájhigiénés és Prevenciós Kongresszusának témafelelőse. A prevenció elkötelezettje. Rendszeresen látogat óvodákat, iskolákat, gyerektáborokat, hogy a legfiatalabb generációt a megfelelő szájhigiéniára oktassa. Ötletgazdája és alapítója a DentOwl Academynek, amelynek keretében továbbképzéseket szervez fogászati szakemberek – elsősorban asszisztensek és klinikai fogászati higiénikusok – számára.
Szakértőként részt vett a 2019-es budapesti hajókatasztrófa áldozatainak fogászati azonosításában.[forrás?]
Házas, egy gyermek (Márton, 2020) édesapja.[forrás?]